# Randonnée en Gironde

## Chemins de randonnée en Gironde
Réalisé dans le cadre du PDIPR, le site web officiel de l’Agence Départementale du Tourisme de la Gironde (Gironde Tourisme) publie actuellement plusieurs balades de randonnée et boucles de randonnée. Des nouvelles boucles viennent s'ajouter de temps en temp.
Il y a des autres chemins de randonnée réalisé anciennement par le conseil départemental mais il ne distribue plus les cartes de ces chemins de randonnée. Néanmoins, beaucoup de ces cartes sont accessibles au site web des amateurs de VTT Rando VTT 33 - Les sentiers VTT de la Gironde.
Ces chemins de randonnées furent aussi publiées dans des plans-guides et des topoguides,,.
Les anciennes balades de randonnée sont composées de boucles locales et de circuits départementaux. Les boucles locales sont les plus courtes et retournent au point de départ ou sont les simples allers-retours. Les circuits départementaux sont plus longs et/ou font des liens entre plusieurs boucles locales.
On peut trouver des autres chemins de randonnée en Gironde au site web de L’Union Touristique du Médoc.
La Gironde est aussi traversée par le Sentier de grande randonnée 6 et deux des chemins de pèlerinage de Saint-Jacques-de-Compostelle, la Via Turonensis et la Via Lemovicensis.

## Balisage des chemins de randonnée en Gironde

### Balisage des chemins de randonnée départementaux
Les sentiers de randonnée realisé par le Conseil Général ont un balisage particulier. Ce balisage est décrite au site web de la mairie de Budos, dans les cartes des plusieurs des boucle de randonnée
,
,
,
,
,
,
,

, au site web Rando VTT 33 - Les sentiers VTT de la Gironde et dans les anciens guides des chemins de randonnée,,.
La signalisation sur le terrain utilise la couleur jaune pour les circuits départementaux, la couleur verte pour les boucles locales et la couleur brune ou orangée pour les circuits équestre.

Panneaux de direction
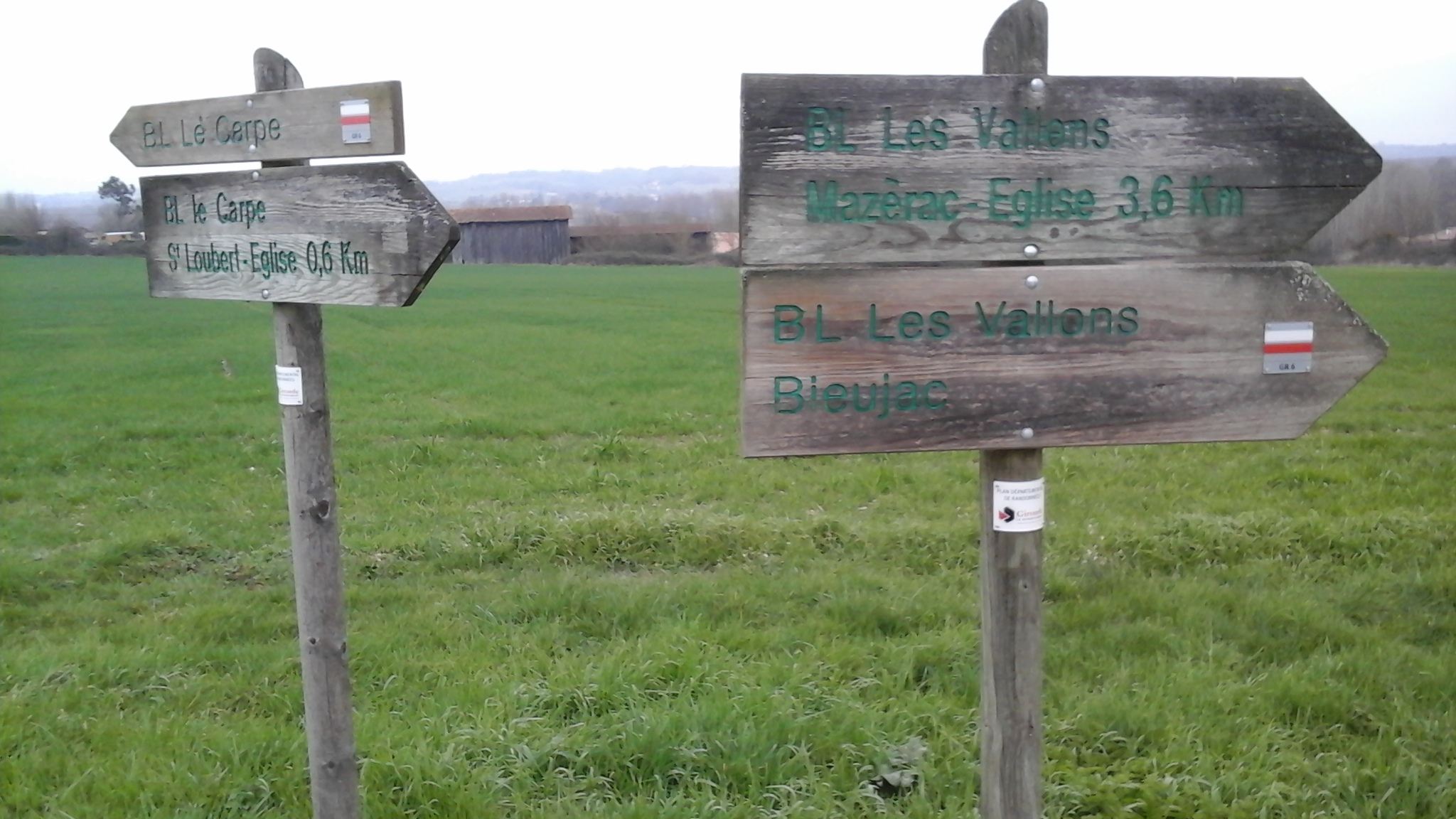
Boucles locales
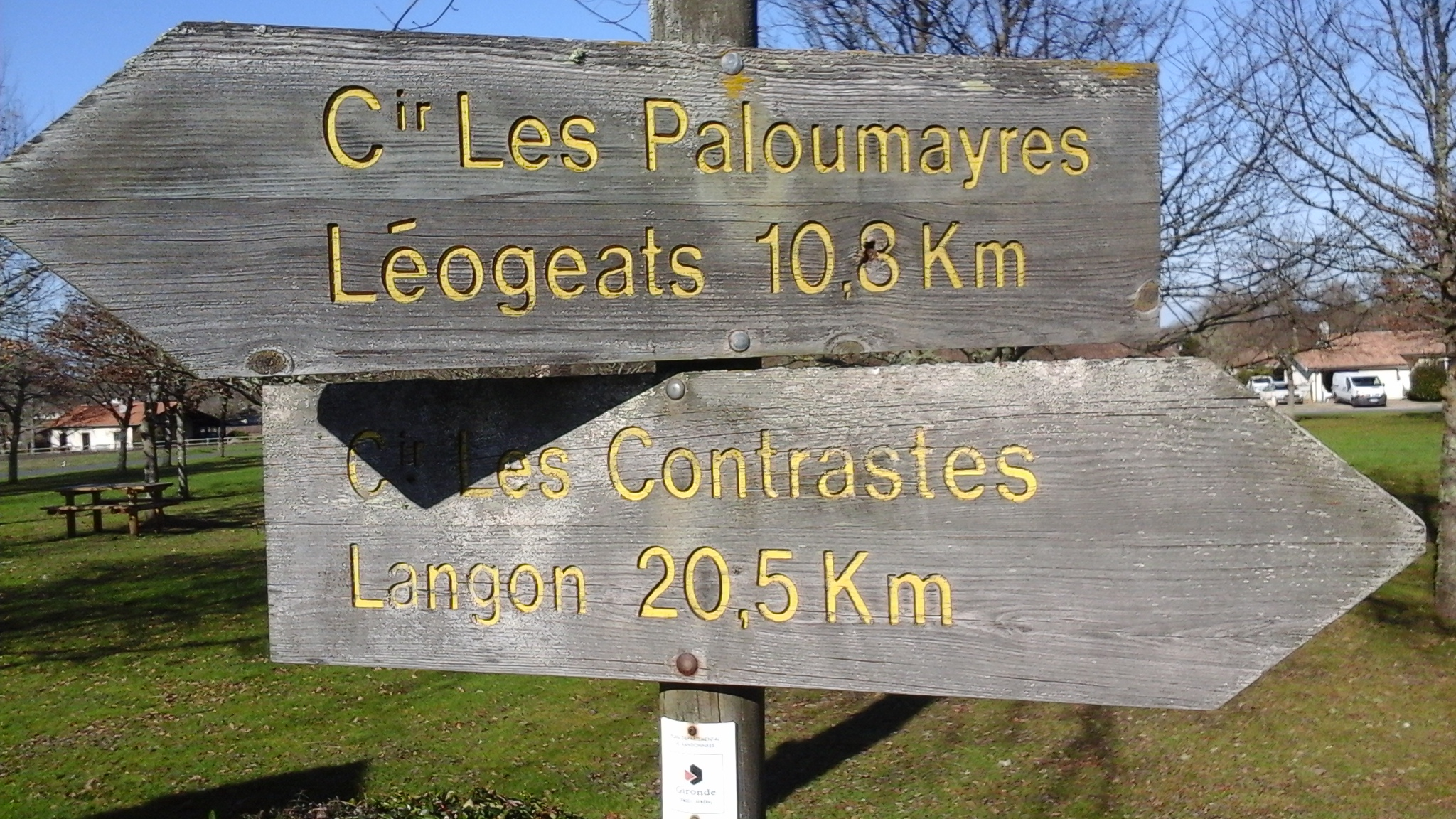
Circuits départementaux
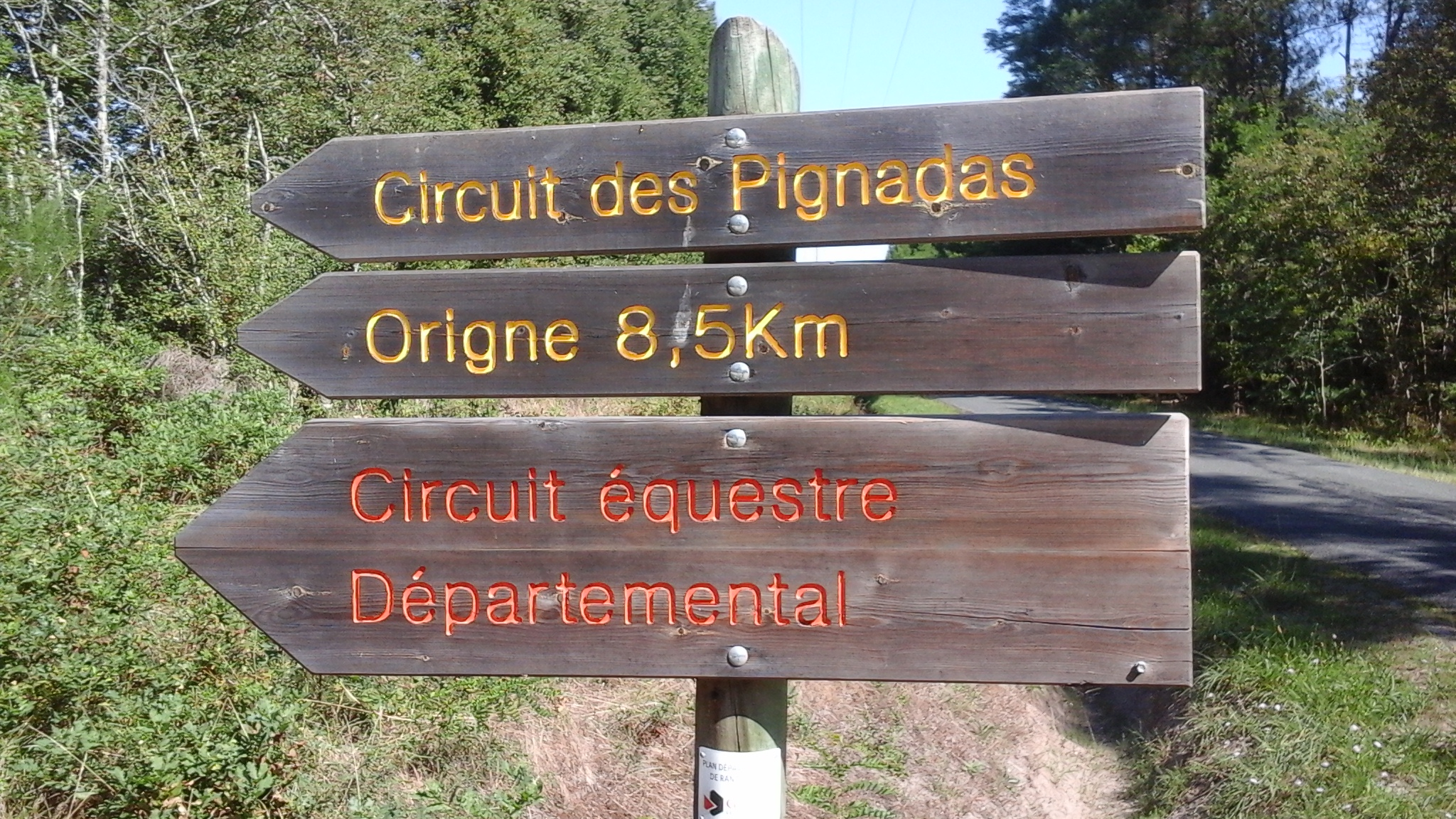
Circuit départemental + circuit équestre
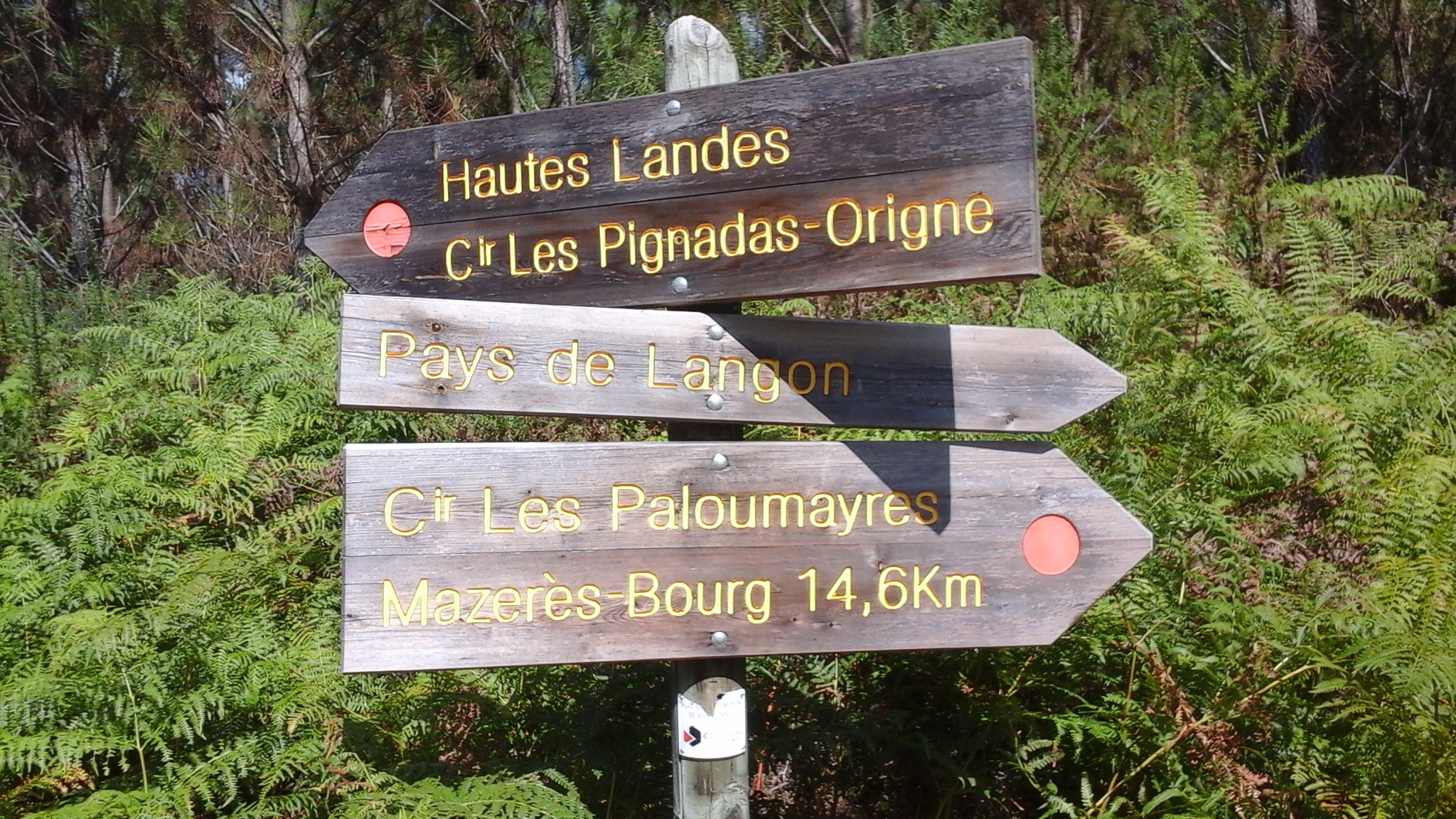
Circuits départementaux + circuits équestres

Les balises montrent une ou plusieurs couleurs, en accord avec les chemins balisés.
| Chemin(s)                                 | Couleur(s)            | Exemple |
| ----------------------------------------- | --------------------- | ------- |
| circuits départementaux                   | jaune                 |         |
| boucles locales                           | vert                  |         |
| circuits équestres                        | brun                  |         |
| circuit départemental et boucle locale    | jaune et vert         |         |
| circuit départemental et circuit équestre | jaune et brun         |         |
| boucle locale et circuit équestre         | vert et brun          |         |
| tous les trois                            | jaune et vert et brun |         |

Il n'est pas obligatoire que la bande de couleur supérieure soit le jaune du circuit départemental. Les balises ci-dessous sont situées sur les côtés opposés d'un carrefour.

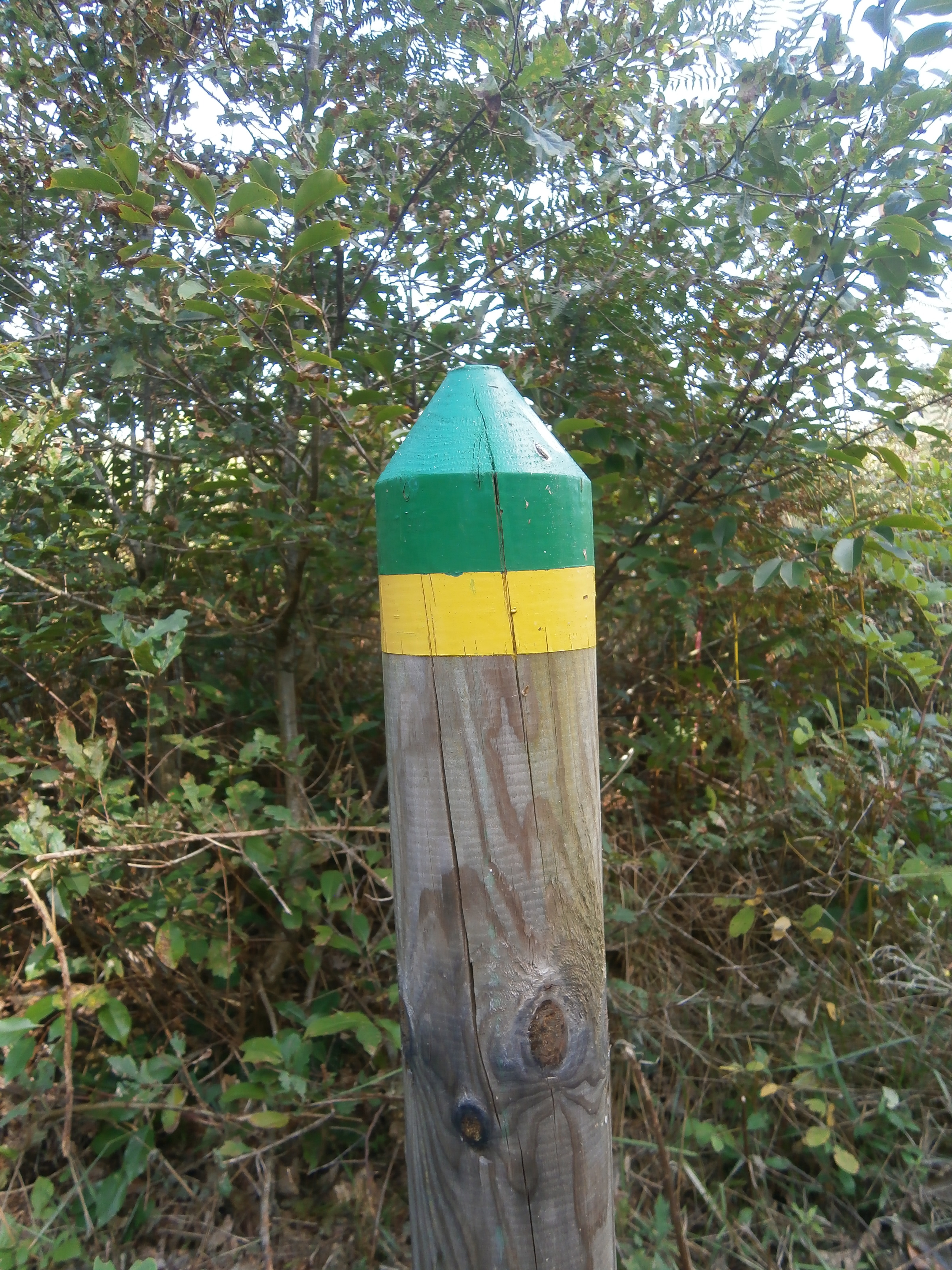
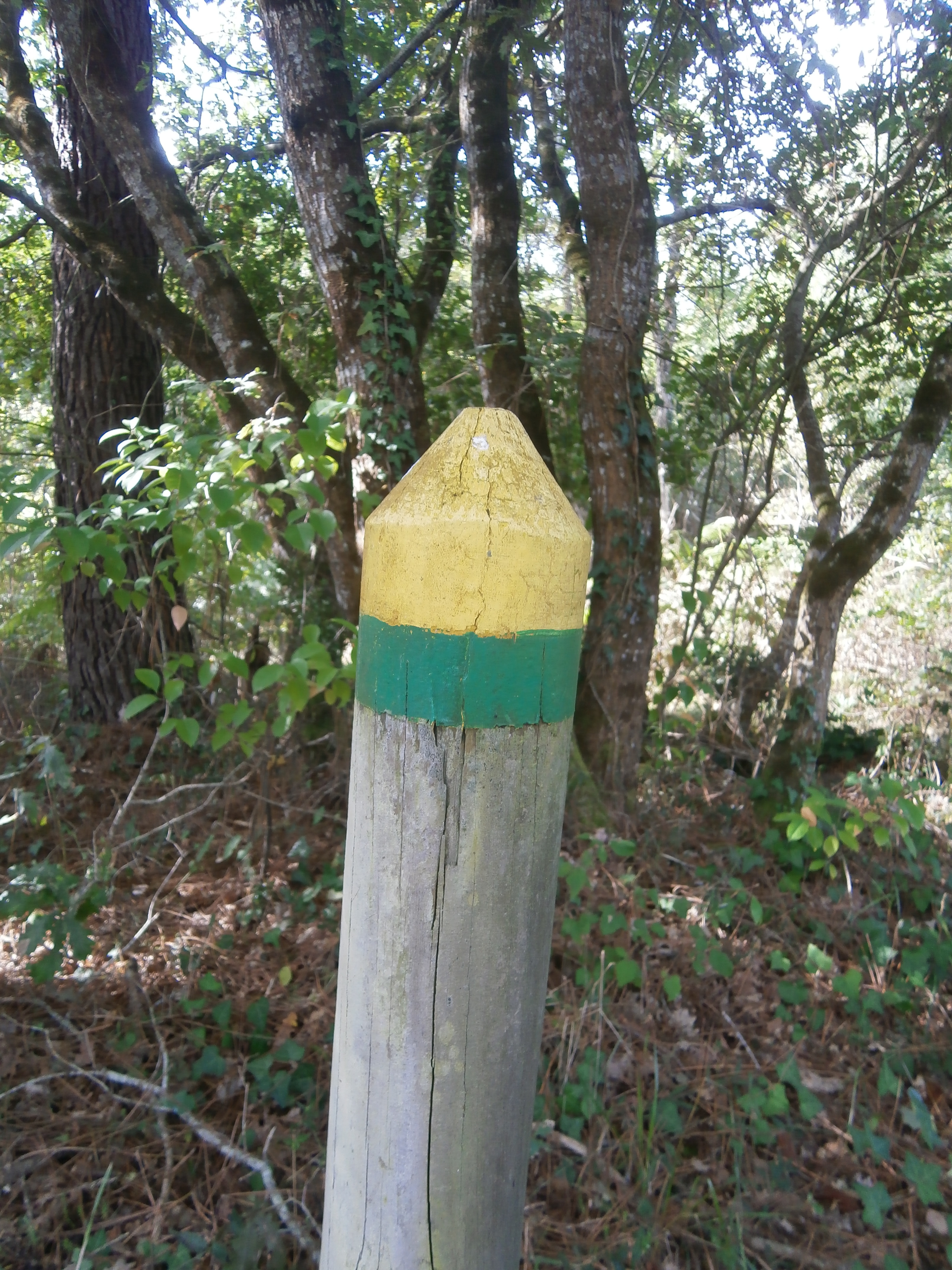

### Balisage des chemins de Compostelle
Les chemins de Compostelle en Gironde peuvent partager les mêmes balises que les chemins de randonnée départementaux où ils partagent le même trajet. Les balises uniquement pour un chemin de Compostelle portent le couleur bleu et une plaquette de chemin de Compostelle. Les balises partagées portent une plaquette de chemin de Compostelle ainsi que leur couleur vert et/ou jaune.

Balises des chemins de Compostelle
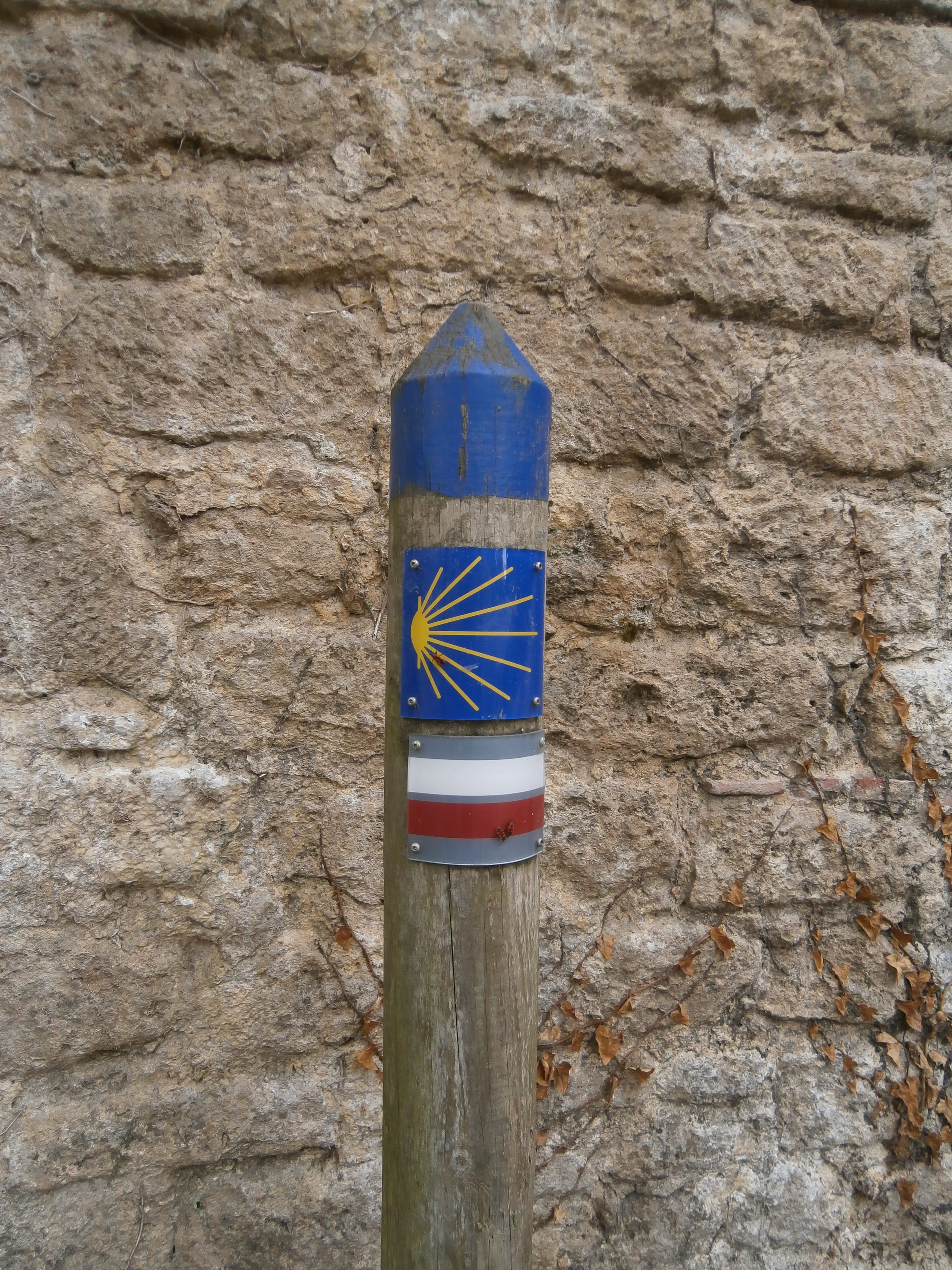
Chemin de Compostelle uniquement
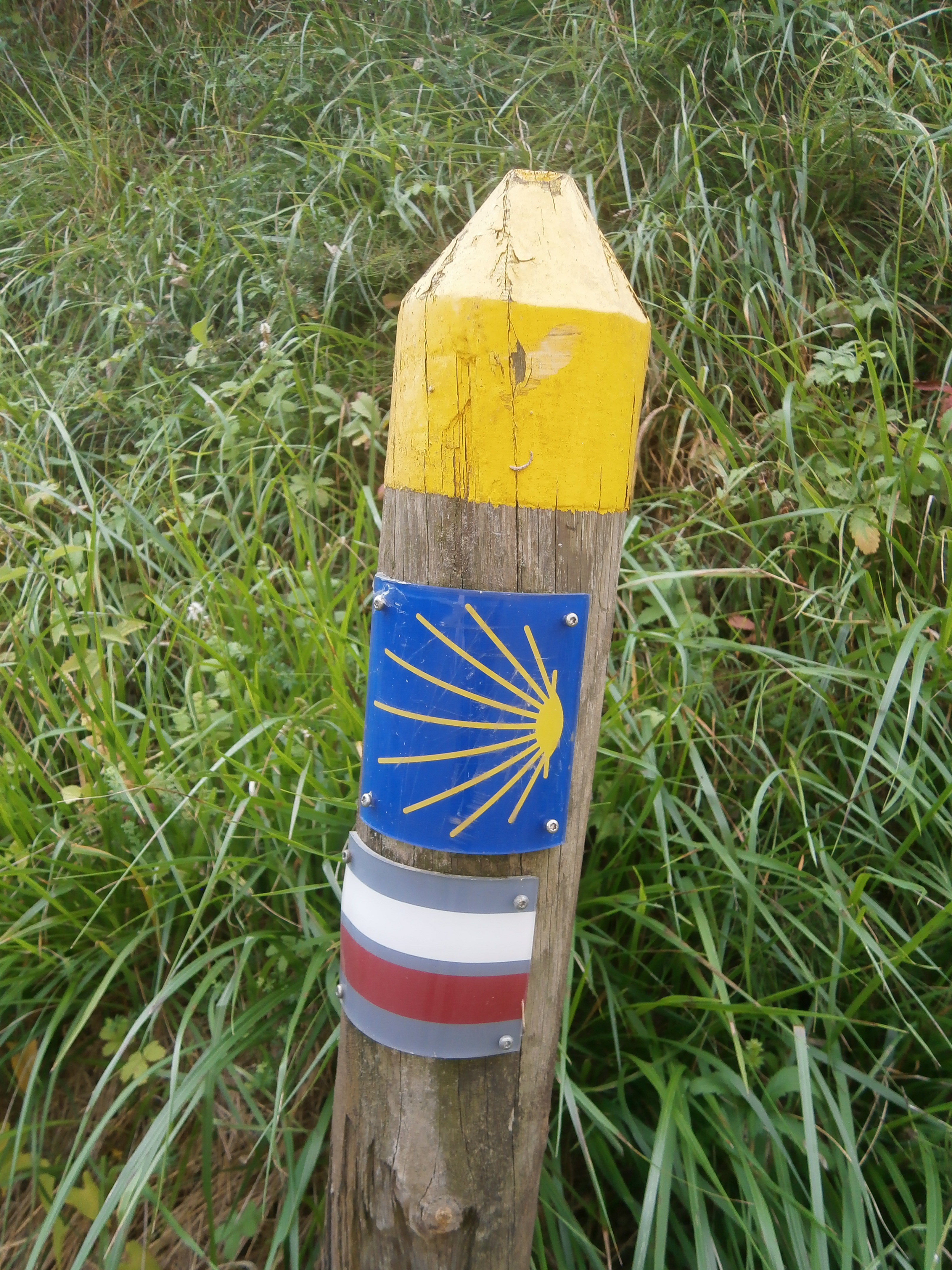
Circuit départemental + Chemin de Compostelle
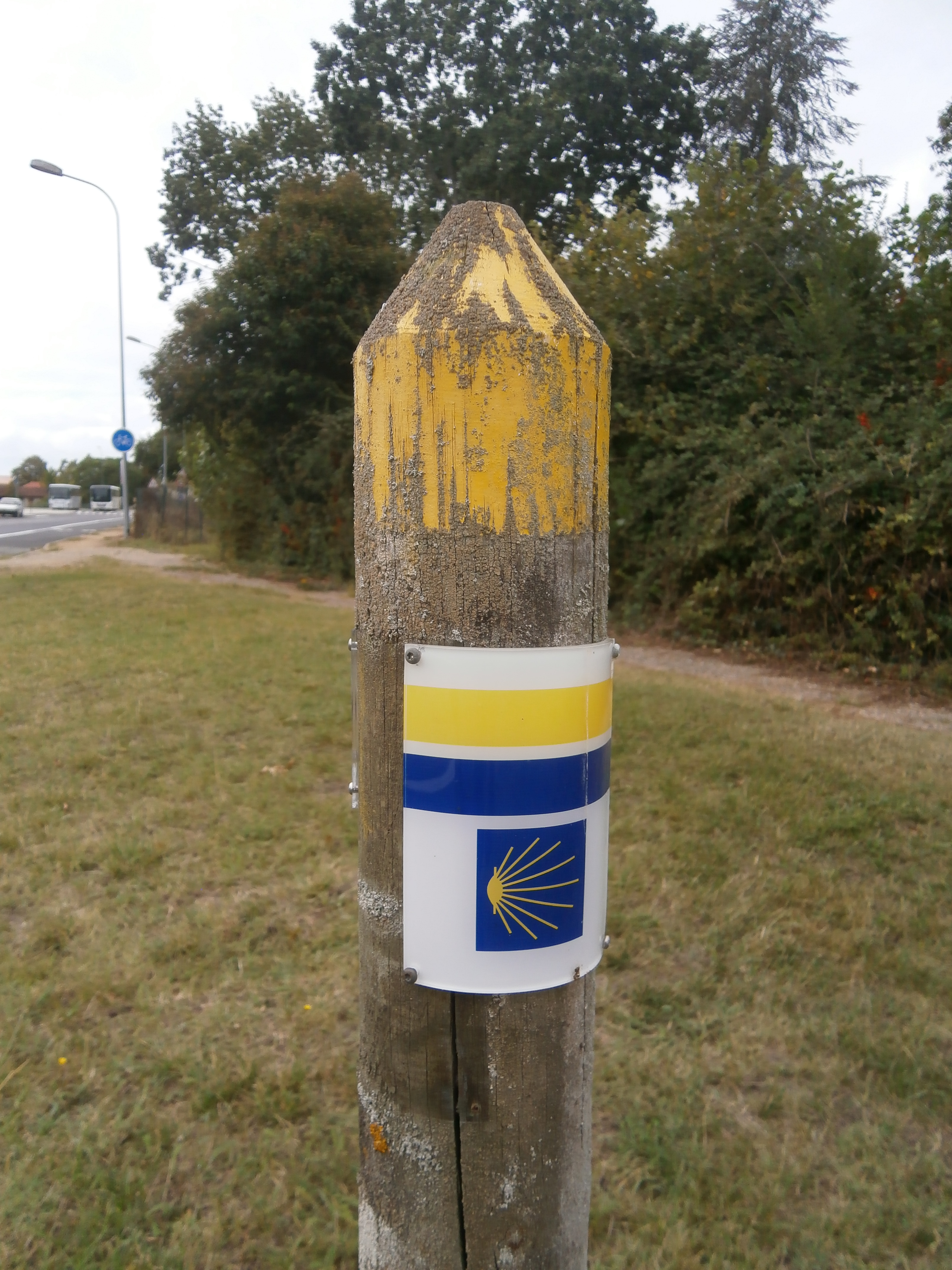
Circuit départemental + Chemin de Compostelle
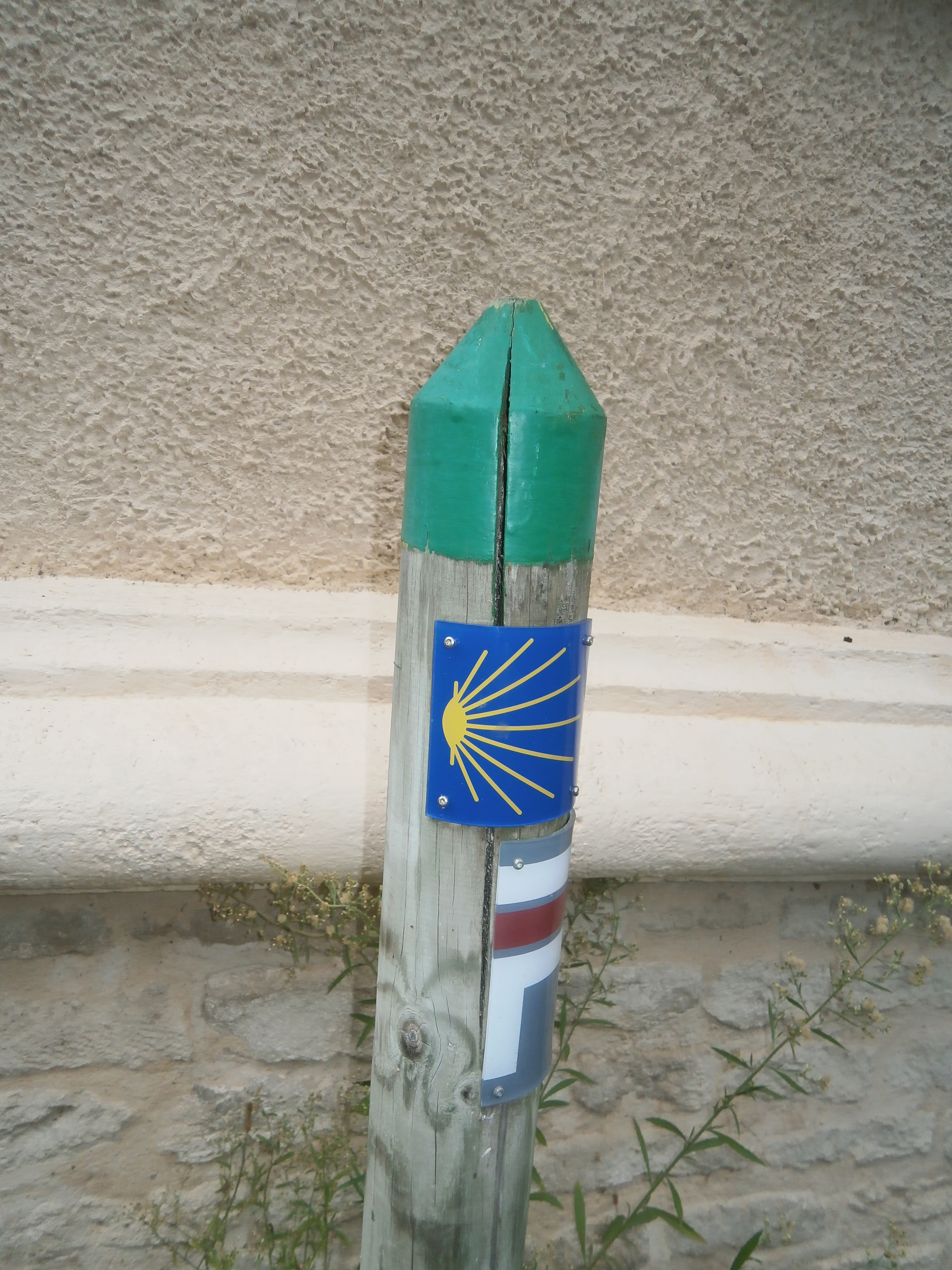
Boucle Locale + Chemin de Compostelle